# پاکفتری (گونه)

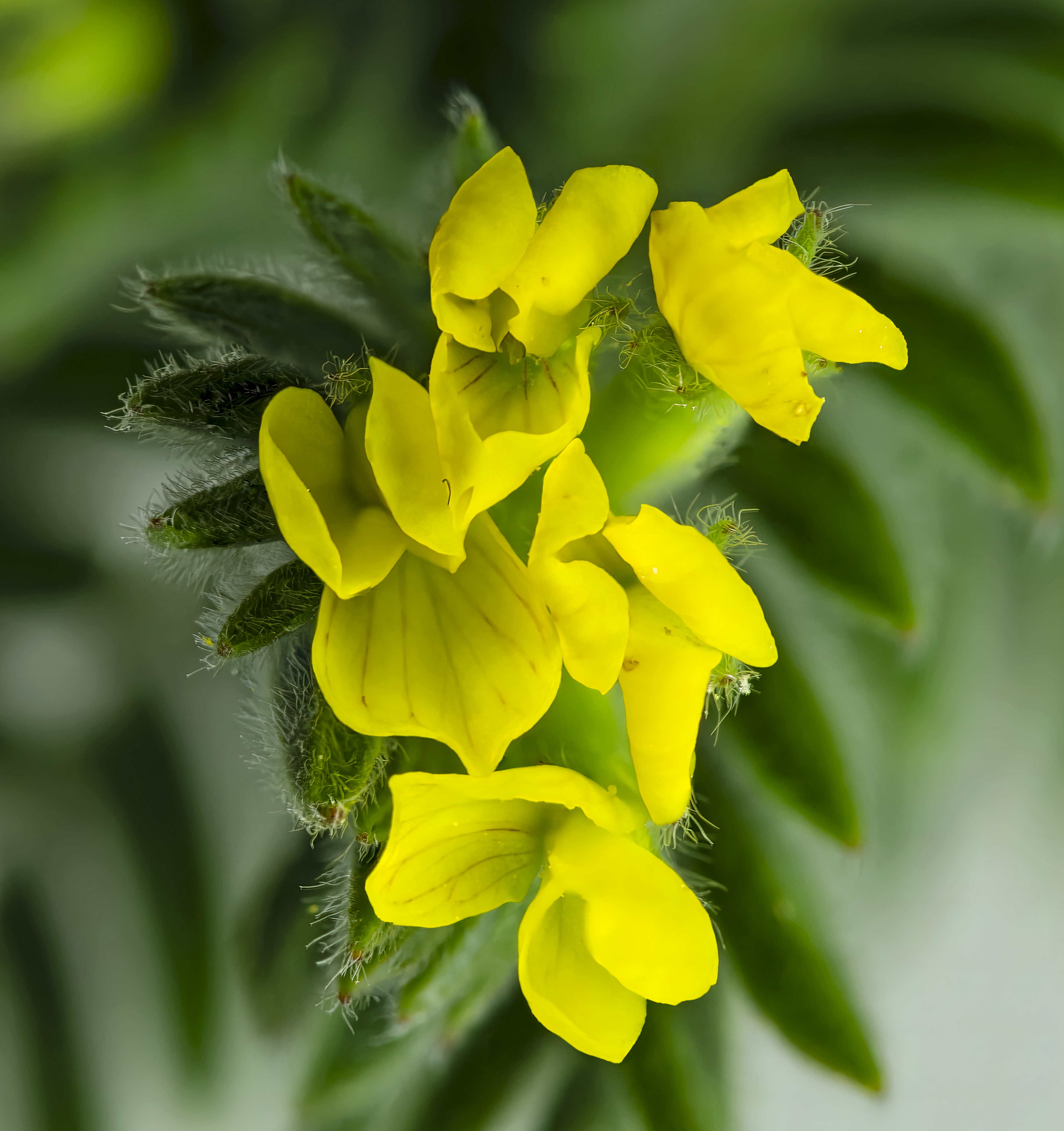

پاکفتری، ماشک بندبند (نام علمی: Ornithopus compressus) نام یک گونه از سرده از پاکفتری است.